# Hard Hat Mack
Hard Hat Mack is een computerspel dat werd uitgegeven door Electronic Arts. Het spel kwam in 1983 uit voor de Apple II, Atari 8 bit en de Commodore 64.

## Platforms
| Jaar | Platform                            |
| ---- | ----------------------------------- |
| 1983 | Apple II, Atari 8-bit, Commodore 64 |
| 1984 | Amstrad CPC, PC Booter              |

## Ontvangst
| Beoordeeld door                         | Platform    | Datum         | Score |
| --------------------------------------- | ----------- | ------------- | ----- |
| TeleMatch                               | Apple II    | mei 1984      | 100%  |
| TeleMatch                               | Atari 8-bit | mei 1984      | 100%  |
| Atari Gamer - XL-XE Game Review Edition | Atari 8-bit | december 2013 | 80%   |
| The Video Game Critic                   | Atari 8-bit | 5 mei 2013    | 33%   |